# سرزمین استاوروپول
سرزمین استاوروپول (به انگلیسی: Stavropol Krai)(به روسی: Ставропо́льский край, Stavropolsky kray) یکی از واحدهای فدرالی روسیه است.
مرکز آن شهر استاوروپول است.
در سال ۲۰۰۴ میلادی فرماندار آن الکساندر لئونیدوویچ بوده‌است.

## منطقه زمانی
سرزمین استاوروپول در منطقه زمانی مسکو قرار گرفته‌است.

سرزمین استاوروپول در نقشهٔ روسیه.